# SiriuS (男声ヴォーカルユニット)
SiriuS（シリウス）は、テノールの大田翔とバリトンの田中俊太郎による日本の男性ボーカルユニット。2020年2月19日にアルバム「My Favorite Things」でデビュー。ユニット名の由来は、地上から見える最も明るい恒星で、2つの星が重なる連星であるシリウスから名付けられた。メンバーそれぞれのファーストネーム（Sho、Shuntaro）にちなみ、最初と最後の「S」は大文字で表記される。

## メンバー
- 大田翔（おおた しょう）テノール担当。1988年3月4日（37歳）生まれ、東京都出身。東京藝術大学音楽学部声楽科卒業、同大学院修士課程オペラ専攻修了。
- 田中俊太郎（たなか しゅんたろう）バリトン担当。 1984年8月26日（40歳）生まれ、島根県出身。東京藝術大学音楽学部声楽科卒業、同大学院音楽研究科修士課程独唱専攻、同博士後期課程修了。博士（音楽）の学位を取得。出雲観光大使（2022年6月21日～2023年3月31日）[2]

## ディスコグラフィー
- アルバム
  - MY FAVORITE THINGS（2020年2月19日）
  - 星めぐりの歌（2020年12月23日）

- シングル
  - 星めぐりの歌（2020年9月16日）
  - ふたつならんだ星（2020年10月28日）
  - 地上の星（2020年11月25日）

## 主な出演

### コンサート
- 2019年
  - プレデビューライブ（10月18日 eplus LIVING ROOM CAFE&DINING）オフィシャルサイトダイジェスト映像
  - 岡幸二郎デビュー30周年記念 ミュージカル・ガラ・コンサート ゲスト出演（10月27日 Bunkamuraオーチャードホール）[3]

- 2020年
  - Tokyo Music Evening “Yūbe” with SiriuS（2月5日 池袋西口公園野外劇場「GLOBAL RING THEATRE」）
  - 【Streaming +】LIVING ROOM CONCERT（6月24日 配信限定）
  - デビュー記念コンサート（7月7日 サントリーホールブルーローズ）[4]
  - 2ndアルバム発売記念 COUNTDOWN LIVE「すわんだふる」（12月10日 eplus LIVING ROOM CAFE & DINING）

- 2021年
  - クルーズ船「にっぽん丸」コンサート（4月14日～15日）
  - 'S Wonderful Concert ～春の“音”連れ～（4月22日 紀尾井町サロンホール）
  - SiriuS「 ‘S Wonderful Concert」in王子ホール（10月7日 王子ホール）
  - クルーズ船「にっぽん丸」コンサート（11月4日,6日）
  - ベリー・メリクリ・コンサート（12月24日 HITOMIホールプリズムステージ）

- 2022年
  - コロムビアクラシックス大感謝祭2022（4月7日 配信限定）
  - SiriuS Sings Vol.1 <Singin' by the Sea>（7月18日 アート・カフェ・フレンズ）
  - SiriuS Sings Vol.2 （8月28日 アート・カフェ・フレンズ）
  - Little Carol 26周年コンサート（10月30日 紀尾井ホール）

- 2023年
  - たんぽぽチャリティーコンサート2022（1月28日 扶桑文化会館 ）
  - クルーズ船「にっぽん丸」コンサート（5月25日）
  - SiriuS Sings Vol.3 （5月28日 アート・カフェ・フレンズ）
  - SiriuS 魅惑のコンサート（9月2日 清瀬けやきホール）
  - 歌とピアノによるクリスマスコンサート ～クリスマスの祈り～（12月22日 オーキッド ミュージック サロン）

- 2024年
  - 東京ヴィヴァルディ合奏団 第125回 初夏の定期演奏会〈耳に残るは君の愛しき歌声〉ゲスト出演（6月2日 第一生命ホール）
  - SiriuS スペシャルコンサート（9月25日 南青山MANDALA）
  - 福岡クラシック音楽祭 Luminous & SiriuS スペシャルコラボショー（11月22日 ホテル日航福岡新館チャペルプリエール）
  - 東京sカルテット コンサート（11月27日 北沢タウンホール）

- 2025年
  - SiriuSリサイタルシリーズ2025～クラシカル＆ポップの饗宴～
    - 4月11日 紀尾井町サロンホール
    - 6月20日 紀尾井町サロンホール

  - Crossing vol.2〜涼し夜の調べ〜（7月27日 ラドンナ原宿）Luminousとのコラボレーションコンサート

### オペラ・ミュージカル
- 2021年
  - J:COM浦安音楽ホール　ニューイヤーコンサート オペラ「カルメン」ハイライト（1月24日 J:COM浦安音楽ホール）
  - キャンディード（コンサート形式）（3月13日 東大和市民会館ハミングホール大ホール）
  - メニコンスーパーコンサート2021　歌劇「あしたの瞳」～もうひとつの未来～（9月16日 愛知県芸術劇場大ホール）
  - ～セリフと歌で繋ぐ～オペラ「秘密の結婚」（10月19日 iichiko総合文化センター,10月21日 三鷹市芸術文化センター）

- 2022年
  - 戦国オペラ×西川右近～本能寺が燃える（6月3日・4日 名古屋能楽堂）[5]
  - メニコンスーパーコンサート 2022 Special ダイジェスト 歌劇「あしたの瞳」〜もうひとつの未来〜（10月7日 メディキット県民文化センター 演劇ホール（宮崎県立芸術劇場））
  - ミュージカル「もうひとつのキミのために散る」（12月9日・10日 名古屋市芸術創造センター）

- 2023年
  - シアターAoi杮落し公演 歌劇「あしたの瞳 2023」～もうひとつの未来～（7月19～22日 メニコン シアターAoi）

- 2024年
  - ミュージカル「キミのために散る」2024（12月6・7日 メニコン シアターAoi）

### テレビ
- 2020年
  - うたコン第153回（3月10日 NHK総合テレビジョン）布施明との共演で『君は薔薇より美しい』を歌唱